# Jan Sassen
Jan Coenraad Hubert Marie Wilhelmus (Jan) Sassen (Beek, 10 juli 1884 – Bad Wiessee, januari 1962) was een Nederlandse burgemeester. Hij was tijdens de Tweede Wereldoorlog lid van de NSB.

## Leven en werk
Sassen werd in 1884 in Beek (in de toenmalige gemeente Ubbergen) geboren als zoon van Eduard Peter Jacob Sassen en Rosalie Carolina Catharina Lammers. Hij was van beroep importeur van oliën in Geertruidenberg. Voor de Tweede Wereldoorlog was Sassen actief binnen de Rooms-Katholieke Staatspartij. Hij was gemeenteraadslid in Geertruidenberg en lid van Provinciale Staten van Noord-Brabant. Sassen stapte over naar het Nationaal Front van Arnold Meijer en trad in 1941 toe tot de NSB. Hij verhuisde naar Breda. Hij ontpopte zich als een ijverige propagandist voor het verspreiden van de nationaalsocialistische ideeën. In 1943 werd hij benoemd tot burgemeester van Veghel. Op Dolle Dinsdag vluchtte hij weg uit Veghel. Daarna werd hij nog weer benoemd tot waarnemend burgemeester van Oudenrijn. Hij werd in 1947 veroordeeld door het Bredase Tribunaal van de Bijzondere Rechtspraak tot een gevangenisstraf van zeven jaar. 
Sassen trouwde in 1910 in Geertruidenberg met Johanna Margaretha Maria van Bavel. Hij overleed in 1962 op 77-jarige leeftijd in het sanatorium "Jägerwinkel" in Bad Wiessee ten gevolge van een hartaanval. Hij werd begraven op het Waldfriedhof in München. Uit hun huwelijk werden zes kinderen geboren. Hun zoon Wim was oorlogsverslaggever en lid van de SS. Hij wist na de Tweede Wereldoorlog uit zijn gevangenschap te ontkomen en vluchtte daarna naar Argentinië. 